# Monastère de Pentéli
Le monastère de Pentéli (grec moderne : Μονή Πεντέλης της Κοιμήσεως της Θεοτόκου) est un monastère orthodoxe situé dans le dème de Pendeli, en Attique, en Grèce. Situé sur le versant sud du mont Pentélique, à une distance d'environ 18 km au nord-est du centre d'Athènes, le monastère est dédié à l'Assomption de la Bienheureuse Vierge Marie,.

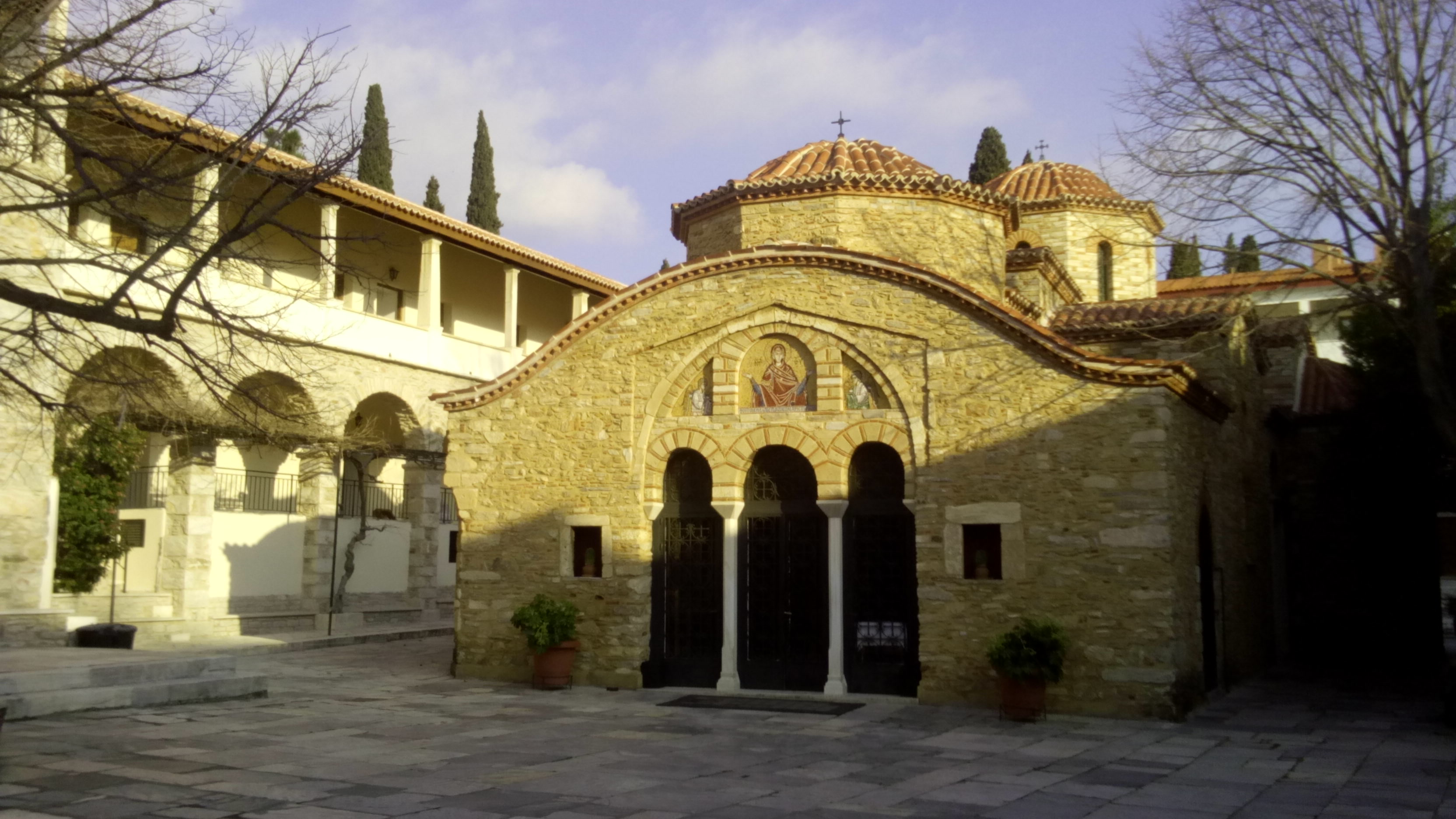
Vue de l'église du monastère.

Le monastère est fondé en 1578. Son fondateur est Saint Timothée d'Eúripos. Presque dès sa fondation, le monastère détient le statut de stauropégique, c'est-à-dire directement rattaché au patriarcat de Constantinople. Depuis 1858, il est sous la juridiction du archevêché d'Athènes. Pendant la période ottomane, le monastère possède de nombreuses terres situées sur le mont Pentélique, ainsi que dans d'autres régions de l'Attique. Le monastère est détruit pendant la sixième guerre turco-vénitienne de 1688-1690, puis pendant la guerre d'indépendance grecque de 1821. En 2010, le monastère compte 58 moines, dont 17 y vivant en permanence,,.
Le monastère est construit à une altitude d'environ 430 mètres. De l'extérieur, ses hauts murs et ses lourdes portes lui donnent l'apparence d'une forteresse. L'église principale du monastère, ou katholikón, est de style post-byzantin. Les bâtiments du monastère ont une capacité d'accueil de 120 moines. Le monastère abrite, également, un musée, ainsi qu'une bibliothèque,.